# Lü Xiaojun
Lü Xiaojun (kinesiska: 吕小军), född 27 juli 1984 i provinsen Hubei, är en kinesisk tyngdlyftare som tävlat i 77- och 81-kilosklassen. Genom sin tyngdlyftningskarriär har han blivit en trefaldig olympisk mästare och femfaldig världsmästare, samt satt ett flertal världsrekord. 

## Biografi
I världsmästerskapen i tyngdlyftning har han vunnit två guldmedaljer år 2009 och 2011 samt en silvermedalj år 2010. I asiatiska mästerskapen i tyngdlyftning har han vunnit en guldmedalj år 2011. Lü Xiaojun deltog i olympiska sommarspelen 2012 i London där han vann guld. Han deltog även i Olympiska sommarspelen 2016 där han från början tilldelades ett silver, vilket senare blev till guld då vinnaren Nijat Rahimov år 2022 diskades för dopning och fråntogs guldmedaljen.
Vid OS i Tokyo presterade han 170 kg i ryck och 204 kg i stöt för totalt 374 kg, vilket var tillräckligt för guldet. Eftersom han då var 37 år blev han den äldsta olympiska guldmedaljören i tyngdlyftning någonsin. Han meddelade i samband med tävlingen att han inte hade några planer på att lägga av.